# خرلی
خرلی (به اسپانیایی: Gerli) شهری در کشور آرژانتین، استان بوئنوس آیرس است که در سال ۲۰۰۹ میلادی، حدود ۶۴٬۶۴۰ نفر جمعیت داشته است.